# Malditos
 (mai 2025).
Si vous disposez d'ouvrages ou d'articles de référence ou si vous connaissez des sites web de qualité traitant du thème abordé ici, merci de compléter l'article en donnant les références utiles à sa vérifiabilité et en les liant à la section « Notes et références ».
Malditos (« Maudits ») est une série télévisée française en 7 épisodes de 46 minutes diffusée à partir du 2 mai 2025 sur Max (plateforme VOD).

## Synopsis
La cheffe d’une communauté des gens du voyage et ses deux enfants luttent pour sauver leur clan menacé d’expulsion par la montée des eaux dans le sud de la France. Cela conduit à l’affrontement de ce clan Yéniche avec des Andalous.

## Production

### Développement
Le réalisateur, Jean-Charles Hue, est l’auteur de plusieurs films sur la communauté yéniche : Mange tes morts et La BM du Seigneur. « Malditos raconte le monde du voyage qui se sédentarise et disparaît » explique-t-il. Il s’agit de la troisième production française de Max.

### Tournage
Le tournage a eu lieu en Camargue et à Gassin, à Azur Park,. 

## Distribution
- Céline Sallette : Sara
- Pablo Cobo : Jo
- Darren Muselet : Tony
- Raïka Hazanavicius : Leti
- Damien Bonnard : Juan
- Jérôme Niel : Manuel
- Valérie Karsenti : Mathilde
- Carima Amarouche : Inès
- Théo Hellermann : Luigi

## Épisodes
1. L’eau
2. La Malédiction
3. La Fracture
4. La Poudre
5. Le Retour
6. Le Sang
7. Le Clan

## Distinctions
La série est sélectionnée pour la compétition officielle à Canneseries en 2025.